# Sabrina, Down Under
Sabrina, Down Under (bra: Sabrina na Austrália) é um filme de televisão de 1999 produzido para a ABC. É uma sequência de Sabrina Goes to Rome e faz parte da série Sabrina, the Teenage Witch. O filme apresenta apenas dois personagens da série de TV: a bruxa adolescente Sabrina Spellman (interpretada por Melissa Joan Hart) e o gato falante Salem Saberhagen (dublado por Nick Bakay). Lindsay Sloane também foi uma atriz regular na série de televisão, mas interpreta um personagem diferente neste filme. Tara Charendoff reprisa seu papel como Gwen de Sabrina Goes to Rome. Como o filme é ambientado na Austrália, nenhuma das cenas é filmada no set original da série de TV.

## Sinopse
Sabrina viaja com Gwen para a Grande Barreira de Corais, na Austrália, para uma semana de férias. Lá elas tentam proteger uma colônia escondida de sereias, ameaçada pela poluição do oceano e por um biólogo marinho interesseiro.

## Elenco
- Melissa Joan Hart como Sabrina Spellman
- Tara Charendoff como Gwen
- Scott Michaelson como Barnaby
- Lindsay Sloane como Fin
- Nick Bakay como a voz de Salem Saberhagen
- Peter O'Brien como o Dr. Julian Martin
- Rebecca Gibney como Hilary Hexton
- Conrad Coleby como Jerome
- Ben Lawson tem uma pequena aparição como funcionário do resort.